# Chilodontidae
Chilodontidae – nieliczna w gatunki rodzina słodkowodnych ryb kąsaczokształtnych (Characiformes), blisko spokrewniona z ukośnikowatymi (Anostomidae).

## Występowanie
Północna część Ameryki Południowej.

## Cechy charakterystyczne
Szczęki stosunkowo krótkie. Powiększone zęby gardłowe (górne i dolne), z dwoma lub więcej guzkami na każdym zębie. Na każdej szczęce położony jest jeden rząd zębów. Wiele gatunków pływa w skośnej pozycji, z głową skierowaną w dół. Większość jest roślinożerna lub detrytusożerna.

## Klasyfikacja
Rodzaje zaliczane do tej rodziny:
Caenotropus – Chilodus